# Infernal Eternal
Infernal Eternal este al II-lea album live al trupei suedeze de black metal Marduk.  Albumul a fost lansat în anul 2000 de Regain Records.

## Tracklist

### Disc 1
1. "Panzer Division Marduk" – 2:55
2. "Burn My Coffin" – 4:24
3. "Baptism by Fire" – 3:42
4. "The Sun Turns Black as Night" – 3:06
5. "Of Hells Fire" – 5:17
6. "502" – 3:11
7. "Materialized in Stone" – 5:23
8. "Beast of Pray" – 4:13
9. "Those of the Unlight" – 4:47
10. "Sulphur Souls" – 6:22
11. "Dreams of Blood and Iron" – 5:59
12. "Fistfucking God's Planet" – 3:56

### Disc 2
1. "On Darkened Wings" – 4:13
2. "Into the Crypts of Rays" (Celtic Frost cover) – 4:08
3. "Still Fucking Dead" – 3:17
4. "Slay the Nazarene" – 3:54
5. "Departure from the Mortals" – 3:36
6. "Legion" – 6:59

## Componență
- Erik "Legion" Hagstedt  - voce
- Morgan Steinmeyer Håkansson - chitară
- Bogge "B. War" Svensson - bas
- Fredrik Andersson - baterie